# Pentila yaunda
Pentila yaunda är en fjärilsart som beskrevs av Karsch 1895. Pentila yaunda ingår i släktet Pentila och familjen juvelvingar. Inga underarter finns listade i Catalogue of Life.